# Julie Bishop
Julie Isabel Bishop (Lobethal, Austràlia, 17 de juliol de 1956) és una política australiana, ministra de Relacions Exteriors del seu país entre 2013 i 2018, i rector de la Australian National University des de 2020.
Bishop ha estat la líder suplent del Partit Liberal d'Austràlia a més de ser la primera dona a ocupar aquesta posició i la tercera dona en la història d'Austràlia a ostentar el títol de líder suplent de l'oposició.
Ha estat membre de la Cambra de Representants d'Austràlia des de 1998 fins 2019, representant al districte de Curtin a Austràlia Occidental. Va ser ministra al govern de John Winston Howard fins a la derrota de la Coalició Liberal-Nacional en les eleccions federals de 2007. Bishop és republicana.

## Biografia
Julie Bishop va néixer en Lobethal, Austràlia Meridional, i va ser educada el St Peter's Collegiat Girls School i la Universitat d'Adelaida. Es va graduar en aquesta última amb una llicenciatura en dret el 1978 i després va exercir com a advocada en el bufet Pispen, Ey & Bishop d'Adelaida, on va ser sòcia. El 1983 Bishop es va casar amb Neil Gillio, no obstant això, es van divorciar cinc anys després. Després va tenir una relació amb el congressista estatal liberal i senador Ross Lightfoot. Actualment es troba en una relació amb Peter Nattrass, l'ex alcalde de Perth.
Després de casar-se, Bishop es va mudar a Perth on va exercir dret com a advocada de processos comercials en Robinson Cox (actualment Clayton Utz). Es va fer sòcia en Clayton Utz el 1985 i gerent en l'oficina de Perth el 1994. El 1996 va ingressar a Harvard Business School a Boston i va completar el programa avançat de vuit setmanes per a gerents.
Bishop va ser directora del Tribunal d'Apel·lacions de Planejament Urbà d'Austràlia Occidental. Va ser part del senat de la Universitat de Murdoch, directora del Special Broadcasting Service i directora del Australian Institute of Management. També ha format part de la Junta Directiva del Lions Ear and Hearing Institute.

## Al Congrés
El 1998 Bishop va ser preseleccionada pel Partit Liberal d'Austràlia per disputar el curul per Curtin, Austràlia Occidental i en les eleccions federals d'aquest any va guanyar l'escó a Allan Rocher, qui era ex-membre del partit i havia representat a Curtin des de 1981.
Després de la derrota dels liberals en les eleccions estatals de 2001 Bishop va ser proposada com una possible candidata per liderar l'oposició estatal. Inicialment, Richard Court, el candidat liberal en les eleccions de 2001, va anunciar que continuaria la seva labor política al comandament de l'oposició, no obstant això, darrere d'escenes estava tractant de tancar un tracte a través del que Bishop li hagués passat el curul federal a l'opositor intern de Court, Colin Barnett, hagués entrat al parlament a través d'una elecció especial ja sigui amb els escons de Court o Barnett i d'aquesta manera prendria el lloc de Court com la líder liberal en l'estat. El tracte mai es va dur a terme però quan Bishop ho va rebutjar va indicar que no era un arranjament estrany, sinó més aviat "innovador i diferent". Court es va veure obligat a deixar la política i Barnett es va convertir en el nou capdavanter de l'oposició en l'estat.

## Ministra al govern de Howard
Bishop va ser nomenada Ministra de la Tercera Edat en 2003. El 24 de gener de 2006 va ser ascendida al lloc de Ministra d'Educació i Ciència i Ministra Assistent en Assumptes de Dones, posicions que va ocupar fins a la derrota de la Coalició en les eleccions federals del 24 de novembre de 2007.
Les polítiques educatives de Bishop es van centrar en el desenvolupament d'estàndards d'educació nacionals igual que salaris basats en acompliments pels professors. El 13 d'abril de 2007, els governs estatals australians es van mostrar en oposició a les polítiques de Bishop, especialment aquelles relacionades a la paga segons acompliment. Al pressupost de 2007, el govern federal va anunciar un fons de cinc mil milions de dòlars per a l'educació superior, amb l'objectiu específic de proveir institucions d'educació terciària de classe mundial a Austràlia.
Alguns dels comentaris de Bishop, com el que deia que "els estats han raptat ideològicament els programes escolars i estan malgastant 180 milions de dòlars en duplicació innecessària", han estat criticats pels professors. Un avanç d'un discurs recent deia que parts del currículum actual venien directament del Comandant Mao, no obstant això, el comentari va ser abandonat al final.

## Ministra en l'ombra i líder suplent del Partit Liberal

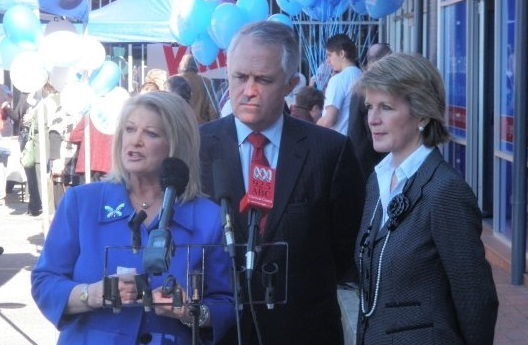
Bishop amb Malcolm Turnbull (centre) i Helen Coonan (esquerra) al juliol de 2009.

Després de la derrota de la Coalició en les eleccions de 2007, Bishop va ser nomenada líder suplent del Partit Liberal sota la direcció de Brendan Nelson el 29 de novembre de 2007. En una votació entre membres del partit, Bishop va guanyar amb 44 dels vots, un més que el total combinat dels seus competidors: Andrew Robb (25) i Christopher Pyne (18).
El 22 de setembre se li va oferir a Bishop el rol del tresorera en l'ombra per part del capdavanter de l'oposició, Malcom Turnbull, convertint-la així en la primera dona de qualsevol dels partits més importantes a ocupar aquesta posició a nivell federal. El 16 de febrer de 2009 va renunciar al seu càrrec a causa de la desaprovació interna sobre el seu acompliment en el Partit Liberal. Bishop va passar a Afers Exteriors al mateix temps que va mantenir el seu lloc com a Líder Suplent. La posició en el tresor va ser presa per Joe Hoquey. L'1 de desembre de 2009, Tony Abbott va ser escollit com a líder del partit i Bishop va retenir el seu lloc com a segona al comandament.
En 2010 Bishop va defensar la suposada falsificació de passaports australians per part de la Mossad indicant que molts països falsificaven passaports per dur a terme operacions d'intel·ligència, incloent a Austràlia. El govern va atacar a Bishop per aquests comentaris, dient que havia "trencat una pràctica de molts anys" de no especular sobre activitats d'intel·ligència. Després va aclarir el seu comentari dient "no tinc coneixement que alguna autoritat australiana hagi falsificat passaports d'alguna nació."
Bishop va retenir el rol com a líder suplent sense oposició després de la tancada derrota de la Coalició en les eleccions federals de 2010 i va mantenir les seves posicions com a Ministre de Relacions Exteriors i Ministre de Comerç en l'ombra.
Després de retirar-se de la vida política, Bishop va assumir un lloc al consell de l'empresa de serveis professionals Palladium i a principis d'agost del 2019 es va anunciar que havia acceptat assumir el càrrec de rector de la Australian National University, començant en gener del 2020.